# Jean-Pierre Gasparotti
Jean-Pierre Gasparotti (26 de junho de 1942) é um atirador monegasco. Participou dos Jogos Olímpicos de Verão de 1984, mas não ganhou medalhas.